# 乳色犬牙石首魚
乳色犬牙石首魚（学名：Cynoscion albus）為輻鰭魚綱鱸形目鱸亞目石首魚科的其中一種。其种加词“albus”意为“白色的”。分布於東太平洋區，從墨西哥南部至厄瓜多海域，棲息深度55-90公尺，體長可達130公分，棲息在沿岸、河口沙泥底質海域，屬肉食性，以魚類、蝦子及頭足類等為食，可做為食用魚。